# سرشماری عمومی نفوس و مسکن (۱۳۹۰)
سرشماری عمومی نفوس و مسکن (۱۳۹۰) هفتمین دورهٔ سرشماری عمومی نفوس و مسکن ایران بود که در ۲۱ تیرماه سال ۱۳۹۰ رئیس‌جمهور احمدی‌نژاد دستور آن را برای اجرا در سراسر کشور اعلام کرد.
این طرح، که در گذشته هر ۱۰ سال یکبار انجام می‌شد، طبق مصوبهٔ هیئت وزیران در سال ۱۳۸۶، مقرر شد هر ۵ سال یکبار انجام شود. سرشماری نفوس در ۱۳۳۵ نخستین سرشماری عمومی نفوس کشور بود و در آن تمامی افراد کشور شمارش شدند. در سال ۱۳۹۰ هم این طرح در طول ۲۰ روز در سراسر کشور اجرا شد.

## تعداد سوالات پرسیده شده
درصد عدم همکاری در نرم بین‌المللی در سرشماری‌ها یک درصد است اما این میزان در این سرشماری ۵ در هزار بوده است. پاسخگویان عمدتاً زنان خانه‌دار بودند که حدود ۱۵ تا ۲۰ دقیقه برای پاسخ به پرسشنامه وقت صرف کردند، رئیس ستاد سرشماری هر استان نیز، استاندار و در شهرستان‌ها فرماندار بود. مدت زمان انجام این سرشماری که از تاریخ ۲ تا ۲۴ آبان به طول انجامید ۲۴ روز بود که ۲۱ روز آن برای انجام سرشماری و سه روز آن برای سرشماری غایبان تمدید شد.
آمارگران ۶۰ پرسش از هر خانوار مطرح کردند. سؤالها در مورد تعداد اعضای خانواده، تحصیلات، شغل پرسیده شد. علاوه بر آن در این سرشماری برای اولین بار پرسش‌های جدیدی چون شماره ملی، کد پستی، اقامتگاه دوم، دسترسی به اینترنت و کامپیوتر و فهرست بهره برداران کشاورزی پرسیده شد.

## نتایج اولیه

### کل جمعیت

جمعیت ایران طبق نتایج سرشماری‌های انجام شده، از سال ۱۳۳۵ تا ۱۳۹۰

بر این اساس، جمعیت کشور بالغ بر ۷۵٬۱۴۹٬۶۶۹ تن است. سرشماری سال ۱۳۹۰ از دو سال پیش در مرکز آمار یعنی از سال ۸۸ آغاز شده بود که شامل مرحله طراحی، آزمایش، سازماندهی و اجرا و استخراج و پردازش بوده است. اخذ کد پستی و کد ملی برای اولین بار در سرشماری‌های عمومی نفوس و مسکن صورت گرفته است. روند جمعیتی در سرشماری سال ۹۰ با پیش‌بینی‌های مرکز آمار همخوانی نداشت. بر اساس این سرشماری، جمعیت سال ۱۳۹۰ به صورت رند ۷۵ میلیون نفر و به‌طور دقیق ۷۴۹۶۱۷۰۲ نفر است که با توجه به تمدید مهلت برای سرشماری خانوارهای غایب پیش‌بینی می‌شود در نتایج نهایی این تعداد یک درصد افزایش یابد. نسبت مرد (درصد مردان کشور به جمعیت) ۵۱ درصد و زنان ۴۹ درصد است. در سرشماری سال ۸۵ نیز این اعداد همین گونه بوده است در سرشماری سال ۸۵ جمعیت کشور بالغ بر ۷۰ میلیون و ۴۹۵ هزار و ۷۸۲ نفر بوده است.
درصد جمعیت شهری کشور بر اساس سرشماری سال ۹۰، ۷۱ درصد اعلام شد، این درصد در سرشماری سال ۸۵ بالغ بر ۶۸ درصد بوده است.

### نسبت جنسیتی
نسبت جنسیتی جمعیت کشور بر اساس سرشماری سال ۹۰ به سال ۸۵ تغییری نکرده است و بر اساس این سرشماری در مقابل هر ۱۰۰ زن ۱۰۳ مرد وجود دارد که این رقم بر اساس نرم بین‌المللی و طبیعی است.

### رشد جمعیت
متوسط نرخ رشد جمعیت سالانه در سال ۹۰ معادل ۱٫۳ درصد بوده است که این رقم در سرشماری سال ۸۵ معادل ۱٫۶ درصد بوده است این در حالی است که پیش‌بینی مرکز آمار رقم ۱٫۴۷ درصد بوده است بنابراین پیش‌بینی مرکز آمار محقق نشد.

### بعد و تعداد خانوار
بعد خانوار ایرانی (تعداد نفرات در هر خانوار ایرانی) بر اساس سرشماری ۹۰ معادل ۳٫۶ نفر بود که این رقم مطابق پیش‌بینی مرکز آمار بوده است این در حالی است که بعد خانوار بر اساس سرشماری سال ۸۵ معادل ۴ نفر و در سرشماری سال ۷۵ معادل ۴٫۴ نفر بوده است.
کاهش ۴ دهم درصدی بعد خانوار در سال ۹۰ نسبت به سال ۸۵ طی ۵ سال اتفاق افتاده است اما کاهش ۴ دهم درصدی بعد خانوار در سال ۸۵ نسبت به سرشماری سال ۷۵ طی ۱۰ سال اتفاق افتاده است.
خطای پوششی در این سرشماری حداکثر یک درصد و خطای محتوایی نیز حداکثر یک درصد است.
تعداد خانوارها بر اساس این سرشماری ۲۰ میلیون و ۷۰۳ هزار و ۹۵۳ خانوار اعلام شد و افزود: ۳٫۴ درصد خانوارها قبل از زمان تمدید غایب بودند که تلاش شد این میزان به کمتر از یک درصد برسد.